# Blanche Pierson
Pour les articles homonymes, voir Pierson.
Blanche Adeline Pierson est une actrice française née le 10 mai 1842 à Saint-Paul, sur l'île de La Réunion et morte le 30 mars 1919 à Paris 16e.

## Biographie
Elle vint au monde dans une famille de comédiens. Elle était en effet la nièce de l'acteur Numa, qui joua au théâtre du Gymnase avec beaucoup de succès pendant une trentaine d'années, et son propre père, Hyppolite Pierson, était également un acteur, qui, doté d'un fort strabisme, s'était spécialisé dans les rôles comiques. Il fut le régisseur du théâtre de Saint-Paul, animé par la petite troupe locale de M. Petit Welter, mais qui, périclitant, finit par se disperser. Aussi, en 1847, toute la famille Pierson se retrouva en France, le père ayant trouvé, avec l'aide de Victorien Sardou, un ami, un emploi dans une troupe de province. En le suivant dans ses tournées provinciales, Blanche fut destinée de bonne heure, au théâtre.

### Débuts
Dès l'âge de 11 ans, elle monta sur les planches. Encore toute jeune fille, elle joua les ingénues dans les théâtres de province et au théâtre de Bruxelles. Lorsqu'elle elle vint à Paris, à 14 ans, on l'engagea au théâtre de l'Ambigu, puis elle passa peu après au théâtre du Vaudeville, où elle se fit surtout remarquer par le charme de sa beauté blonde et son don inné de la séduction. Elle y interpréta par exemple le rôle d'Anna dans Les Petites Mains, comédie en trois actes de Labiche et Martin, créée le 28 novembre 1859.
Assez rapidement, elle quitta ce théâtre pour entrer dans la troupe du théâtre du Gymnase (qu'elle ne quittera qu'en 1884). Elle se borna tout d'abord à n'être qu'une jolie comédienne sachant mettre en valeur de délicieuses toilettes. Ainsi, elle tint pendant longtemps les rôles d'ingénue et de coquette. De cette période, on peut retenir les interprétations suivantes : Bébé Patapouf dans Les Curieuses de Meilhac ; Thérèse dans Un mari qui lance sa femme de Labiche et Raimond Deslandes, en 1864 ; Berthe dans Le Point de mire de Labiche et Delacour, également en 1864  ; Mariette dans Nos bons villageois de Victorien Sardou en 1866 ; Agathe dans La Cravate blanche de Gondinet en 1867.
Hors de scène, Blanche Pierson poursuivait inlassablement son apprentissage de comédienne, répétant tous les jours, et le public ne tarda pas à être frappé de ses progrès. Elle se montra bonne comédienne dans ses interprétations de : Claire dans Les Grandes Demoiselles de Gondinet en 1868 ; Marie de Frondeville dans Fanny Lear de Meilhac et Halévy, en 1868 ; la baronne Brunner (premier rôle féminin) dans Le Monde où l'on s'amuse d'Édouard Pailleron, également en 1868 ; la comtesse de Cambry dans Frou-Frou de Meilhac et Halévy en 1869. Pour ce rôle, Barbey d’Aurevilly écrivit : « Mlle Pierson s'est tenue sans trembler dans son rôle de comtesse de Cambry, et elle y a été de cette finesse qu'on n'attendait pas, il y a quelques années, de cette beauté voluptueuse d'oreilles, qui donne plus grande que l'autre, l'immatérielle volupté de voir bien jouer ».
Ses progrès furent encore plus nets lorsqu'elle interpréta Mme de Termonde dans La Princesse Georges d'Alexandre Dumas fils en 1871, puis Alice dans La Comtesse de Sommerive en 1872.
Plusieurs articles élogieux parurent dans la presse à son sujet, et Alexandre Dumas fils ne fut pas le dernier à user de louanges : « Une conscience absolue, une probité au-dessus de toute éloge, l'amour de son art, le respect du public, telles sont les qualités de la véritable grande comédienne, et je n'en connais pas une seule qui les possède aussi complètement que Blanche Pierson », écrivit-il à son sujet.

### Consécration
Mais ce fut surtout en 1872, lors de la reprise de La Dame aux camélias, que Blanche Pierson montra son véritable talent d'actrice dans le rôle-titre. Francisque Sarcey, célèbre critique de l'époque, dit alors d'elle : « Elle a joué le rôle de Marguerite Gautier avec une merveilleuse ardeur de tempérament. Tout son être respire la passion, une passion vigoureuse qui va bien à ce charmant sourire de ses yeux et de sa bouche. Elle a trouvé des accents d'une tendresse et d'une douleur incomparables ; des mouvements et des gestes, dont le naturel et le pathétique ont emporté la salle ».
À partir de ce moment, elle remporta régulièrement de très vifs succès, notamment dans les rôles d'Andréa, dans la comédie homonyme de Victorien Sardou en 1873 et Mlle de Montaiglin, dans Monsieur Alphonse d'Alexandre Dumas fils, la même année.

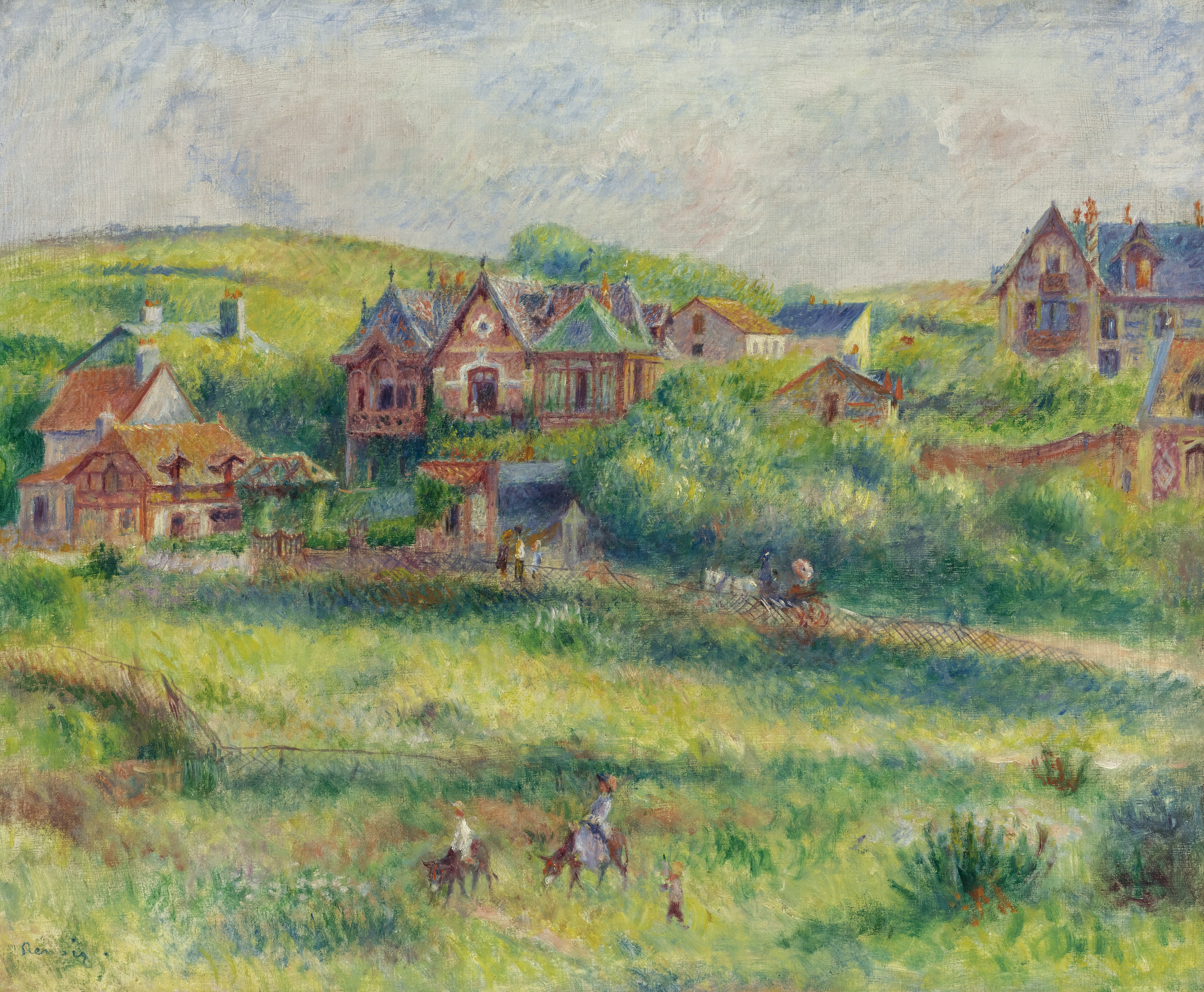
Le chalet de Blanche Pierson à Pourville, par Auguste Renoir (1882)

En 1884, elle entra à la Comédie-Française. Le 19 janvier de cette même année, elle joua son premier rôle, Mme de Thauzette dans Denise d'Alexandre Dumas fils. Elle devint, en 1886, la 313e sociétaire de la Comédie-Française en jouant le rôle d'Elmire dans Tartuffe de Molière. 
On peut citer encore : Odette de Victorien Sardou, théâtre du Vaudeville, en  1881 ; L'Amour brodé de François de Curel, Comédie-Française, en 1893 ; La Conscience de l'enfant de Gaston Devore, Comédie-Française, 1899 ; Mme Lechat dans Les affaires sont les affaires d'Octave Mirbeau en avril 1903 ; Mme Vilard-Duval dans Le Dédale de Paul Hervieu en décembre 1903 ; la comtesse de Mégée dans Le Réveil de Paul Hervieu en décembre 1905 ; Paraître de Maurice Donnay en 1906 ; L'amour veille de Robert de Flers et Gaston Arman de Caillavet en 1907 ; Les Deux Hommes d'Alfred Capus en 1908 ; Mlle Rambert, dans Le Foyer d'Octave Mirbeau en décembre 1908 ; Sire de Henri Lavedan, en 1909.
En 1910, elle fut admise à siéger au comité de lecture de ce théâtre.
Elle mourut d'une pneumonie en mars 1919 à l'âge de 77 ans sans avoir revu son île natale. Leconte de Lisle, Léon Dierx et Ambroise Vollard, originaires comme elle de La Réunion, étaient ses amis pendant ses années parisiennes.

## Théâtre

### Hors Comédie-Française
- 1859 : Les Petites Mains d'Eugène Labiche et Édouard Martin, théâtre du Vaudeville
- 1864 : Un mari qui lance sa femme d'Eugène Labiche et Raimond Deslandes, théâtre du Gymnase
- 1864 : Don Quichotte de Victorien Sardou d'après Miguel de Cervantès, théâtre du Gymnase
- 1864 : Les Curieuses de Henri Meilhac et Arthur Delavigne, théâtre du Gymnase
- 1864 : Le Point de mire d'Eugène Labiche et Alfred Delacour, théâtre de la Cour (Compiègne) puis théâtre du Gymnase
- 1868 : Comme elles sont toutes de Charles Narrey, théâtre du Gymnase
- 1868 : Le Chemin retrouvé de Louis Leroy, théâtre du Gymnase
- 1868 : Le Monde où l'on s'amuse d'Édouard Pailleron, théâtre du Gymnase
- 1873 : Andréa de Victorien Sardou, théâtre du Gymnase
- 1873 : Monsieur Alphonse d'Alexandre Dumas fils, théâtre du Gymnase
- 1874 : La Veuve de Henri Meilhac et Ludovic Halévy, théâtre du Gymnase
- 1875 : Les Scandales d'hier de Théodore Barrière, théâtre du Vaudeville
- 1880 : Le Nabab d'Alphonse Daudet et Pierre Elzéar, théâtre du Vaudeville
- 1881 : Une visite de noces d'Alexandre Dumas fils, théâtre du Vaudeville
- 1881 : La Princesse Georges d'Alexandre Dumas fils, théâtre du Vaudeville
- 1881 : Odette de Victorien Sardou, théâtre du Vaudeville
- 1883 : Les Rois en exil d'Alphonse Daudet et Paul Delair, théâtre du Vaudeville

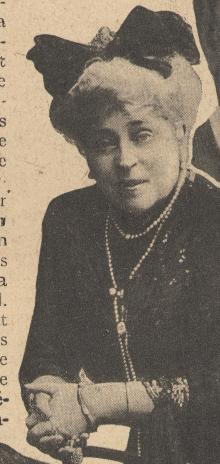
Blanche Pierson en 1917

### Carrière à la Comédie-Française
Entrée en 1884
Nommée 313e sociétaire en 1886
- 1884 : Denise d'Alexandre Dumas fils : Mme de Thauzette
- 1884 : Les Pattes de mouche de Victorien Sardou : Suzanne
- 1890 : Le Misanthrope de Molière : Arsinoé
- 1892 : Henri III et sa cour d'Alexandre Dumas : Catherine de Médicis
- 1893 : L'Amour brodé de François de Curel : Emma
- 1895 : Les Tenailles de Paul Hervieu : Pauline Valenton
- 1898 : Catherine de Henri Lavedan : Duchesse de Coutras
- 1899 : Histoire du vieux temps de Guy de Maupassant
- 1899 : La Conscience de l'enfant de Gaston Devore : Mme Cauvelin
- 1901 : Notre jeunesse d'Alfred Capus : Laure de Roine
- 1903 : Les affaires sont les affaires d'Octave Mirbeau : Mme Lechat
- 1903 : Le Dédale de Paul Hervieu : Mme Vilard-Duval
- 1905 : Le Réveil de Paul Hervieu : la comtesse de Mégée
- 1906 : Paraître de Maurice Donnay : Mme Deguingois
- 1907 : L'Amour veille de Robert de Flers et Gaston Arman de Caillavet : Marquise de Juvigny
- 1908 : Les Deux Hommes d'Alfred Capus : Mme Savier
- 1908 : Le Foyer d'Octave Mirbeau et Thadée Natanson : Mlle  Rambert
- 1909 : Sire de Henri Lavedan : Mme de Saint-Salbi
- 1910 : La Comtesse d'Escarbagnas de Molière : la comtesse d'Escarbagnas
- 1911 : Le Goût du vice de Henri Lavedan, théâtre de l'Odéon : Mme Lortay
- 1911 : Primerose de Gaston Arman de Caillavet et Robert de Flers : Mme de Sermaize
- 1912 : Bagatelle de Paul Hervieu : Mme Orlonia
- 1914 : Georgette Lemeunier de Maurice Donnay : Mme Angevin
- 1917 : L'Élévation de Henri Bernstein : Mme Cordelier

## Hommages
La ville de Saint-Paul de La Réunion lui rend hommage :
- La salle de danse Blanche Pierson à Léspas culturel Leconte de Lisle
- L'école primaire publique Blanche Pierson[5]
- L'avenue Blanche Pierson[6]

A Saint-Joseph, une salle de spectacle porte également son nom, elle est investie par l'association Komidi.